# Списак терапија
Ово је списак терапија.
- Аверзивна терапија
- Акциона терапија
- Аналитичка психотерапија
- Ароматерапија
- Арт терапија
- Библиотерапија
- Биотерапија
- Бихевиорална породична терапија
- Бихевиорална терапија
- Гешталт психотерапија
- Гешталт терапија
- Групна психотерапија
- Директивна терапија
- Електрошок терапија
- Клијентом усмерена терапија
- Когнитивна терапија
- Комплементарна терапија
- Логотерапија
- Мелотерапија
- Миље терапија
- Мултисистемска терапија
- Наративна породична терапија
- Наративна терапија
- Недирективна терапија
- Окупациона терапија
- Плеј терапија
- Породична терапија
- Примална терапија
- Психодинамска терапија
- Психодрамска психотерапија
- Психотерапија
- Радна терапија
- Феминистичка терапија
- Хемотерапија
- Хипербарична оксигенотерапија
- Хидротерапија
- Хипнотерапија
- Шок терапија